# 1295 w literaturze
Wydarzenia literackie w 1295 roku.

## Nowe dzieła
- Dante Alighieri, Życie nowe